# 라이데일

라이데일의 위치

라이데일(영어: Ryedale)은 잉글랜드 노스요크셔주에 위치한 비도시 자치구로 중심 도시는 몰턴이며 인구는 52,655명(2014년 기준), 면적은 1,507km2이다.